# 7 grudnia
7 grudnia jest 341. (w latach przestępnych 342.) dniem w kalendarzu gregoriańskim. Do końca roku pozostaje 24 dni.

## Święta
- Imieniny obchodzą: Agaton, Ambrozja, Ambroży, Atenodor, Eutychian, Józefa, Marcin, Marcisław, Ninomysł, Polikarp, Sabin, Siemirad, Urban i Zdziemił
- Armenia – Dzień Pamięci Trzęsienia Ziemi
- Międzynarodowe – Międzynarodowy Dzień Lotnictwa Cywilnego (ustanowione w 1996 przez Zgromadzenie Ogólne ONZ)
- Wspomnienia i święta w Kościele katolickim[1][2] obchodzą:
  - św. Ambroży z Mediolanu (biskup i doktor Kościoła)
  - św. Maria Józefa Rossello (dziewica)
  - św. Sabin ze Spoleto (biskup i męczennik)
  - św. Urban z Teano (zm. IV wiek; biskup)[3]

## Wydarzenia w Polsce
- 1381 – Wielki mistrz zakonu krzyżackiego Winrich von Kniprode nadał prawa miejskie Nidzicy.
- 1461 – W Krakowie rozpoczął się proces zabójców starosty rabsztyńskiego Andrzeja Tęczyńskiego.
- 1520 – Po ponad miesiącu zakończyły się w Bydgoszczy obrady Sejmu obozowego, w trakcie których uchwalono m.in. ordynację dotyczącą obrony kresów i mówiącą o rozmieszczeniu wojsk obrony potocznej.
- 1550 – W katedrze wawelskiej odbyła się koronacja Barbary Radziwiłłówny, drugiej żony króla Zygmunta Augusta.
- 1655 – Potop szwedzki: chorągiew pułkownika Gabriela Wojniłłowicza odbiła Krosno.
- 1724 – Stracono burmistrza Torunia Jan Gotfryda Rösnera i 9 protestanckich mieszkańców miasta, uczestników tzw. tumultu toruńskiego[4].
- 1753 – Ordynat Janusz Aleksander Sanguszko, za namową książąt Czartoryskich, zawarł ugodę kolbuszowską na mocy której Ordynacja Ostrogska została rozwiązana, a jej majątek uległ parcelacji pomiędzy największe rodziny magnackie Korony Królestwa Polskiego.
- 1789 – Sejm Czteroletni przyjął uchwałę nakazującą dostarczenie jednego rekruta z 50 dymów dóbr i miast królewskich i duchownych oraz jednego rekruta ze stu dymów dóbr i miast dziedzicznych.
- 1809 – Król Saksonii i książę warszawski Fryderyk August I wydał dekret ustalający liczebność Armii Księstwa Warszawskiego na 60 tys. żołnierzy oraz dekret rozwiązujący Rząd Centralny Wojskowy Tymczasowy Obojga Galicji.
- 1912 – W Krakowie otwarto kino „Uciecha”.
- 1921:
  - Powstała Korporacja Studentów Uczelni Poznańskiej „Baltia”.
  - Z inicjatywy Bronisława Taraszkiewicza w Radoszkowiczach powstało Białoruskie Towarzystwo Szkolne.
- 1922 – Władysław Jabłoński został prezydentem Warszawy.
- 1925 – Liga Narodów przyznała Polsce prawo do utrzymania straży wojskowej na Westerplatte.
- 1930 – W Katowicach otwarto sztuczny tor łyżwiarski.
- 1935 – Poświęcono nowy gmach Akademii Górniczej w Krakowie.
- 1939:
  - Akcja T4: Niemcy rozpoczęli mordowanie ok. 1200 pacjentów szpitala psychiatrycznego w Dziekance (od 1951 roku dzielnicy Gniezna).
  - W Nowym Mieście Lubawskim w odwecie za podpalenie budynków gospodarczych w Gryźlinach Niemcy rozstrzelali 15 polskich zakładników.
- 1942 – We wsi Świesielice koło Radomia niemieccy żandarmi zamordowali 14 Polaków.
- 1944 – W nocy z 6 na 7 grudnia oddział AK pod dowództwem por. Jana Borysewicza odbił po raz drugi, tym razem z rąk sowieckich, miasto Ejszyszki (obecnie na Litwie). Z rozbitego aresztu NKWD uwolniono 34 więźniów, zniszczono dokumentację NKWD i miejscowej placówki prosowieckiego Związku Patriotów Polskich.
- 1950 – Premiera filmu wojennego Miasto nieujarzmione w reżyserii Jerzego Zarzyckiego.
- 1954 – Rozwiązano Ministerstwo Bezpieczeństwa Publicznego.
- 1955 – Rozszerzono zakres używania flagi państwowej z godłem na lotniska cywilne, porty lotnicze oraz polskie samoloty komunikacyjne za granicą.
- 1967:
  - Dokonano oblotu szybowca SZD-31 Zefir 4.
  - W katastrofie tramwajowej w Szczecinie zginęło 15 osób, a rannych zostało ponad 100.
- 1970:
  - Premier PRL Józef Cyrankiewicz i kanclerz RFN Willy Brandt podpisali w Warszawie układ o normalizacji wzajemnych stosunków i uznaniu zachodniej granicy Polski. Wcześniej, po złożeniu wieńca, Willy Brandt ukląkł pod Pomnikiem Bohaterów Getta.
  - W wyniku zderzenia dwóch składów w rejonie przystanku SKM Gdańsk Przymorze-Uniwersytet zginęła jedna osoba, a 32 zostały ranne.
- 1973 – Premiera filmu obyczajowego Chłopi w reżyserii Jana Rybkowskiego.
- 1976 – Rząd PRL zaciągnął w RFN długoletni kredyt na sumę 650 milionów marek.
- 1977 – 7 osób zginęło, a 56 zostało rannych w katastrofie kolejowej w Kraskach koło Łęczycy.
- 1983 – 8 osób zginęło w wybuchu gazu w bloku mieszkalnym na osiedlu Retkinia w Łodzi.
- 1988 – Zwodowano okręt transportowo-minowy ORP „Gniezno”.
- 1989 – Sejm kontraktowy przyjął ustawę o amnestii.
- 1990 – Premiera filmu Po upadku. Sceny z życia nomenklatury w reżyserii Andrzeja Trzosa-Rastawieckiego.
- 2001 – Premiera filmu komediowego Gulczas, a jak myślisz... w reżyserii Jerzego Gruzy.
- 2007 – W Poznaniu otwarto Most Biskupa Jordana.

## Wydarzenia na świecie

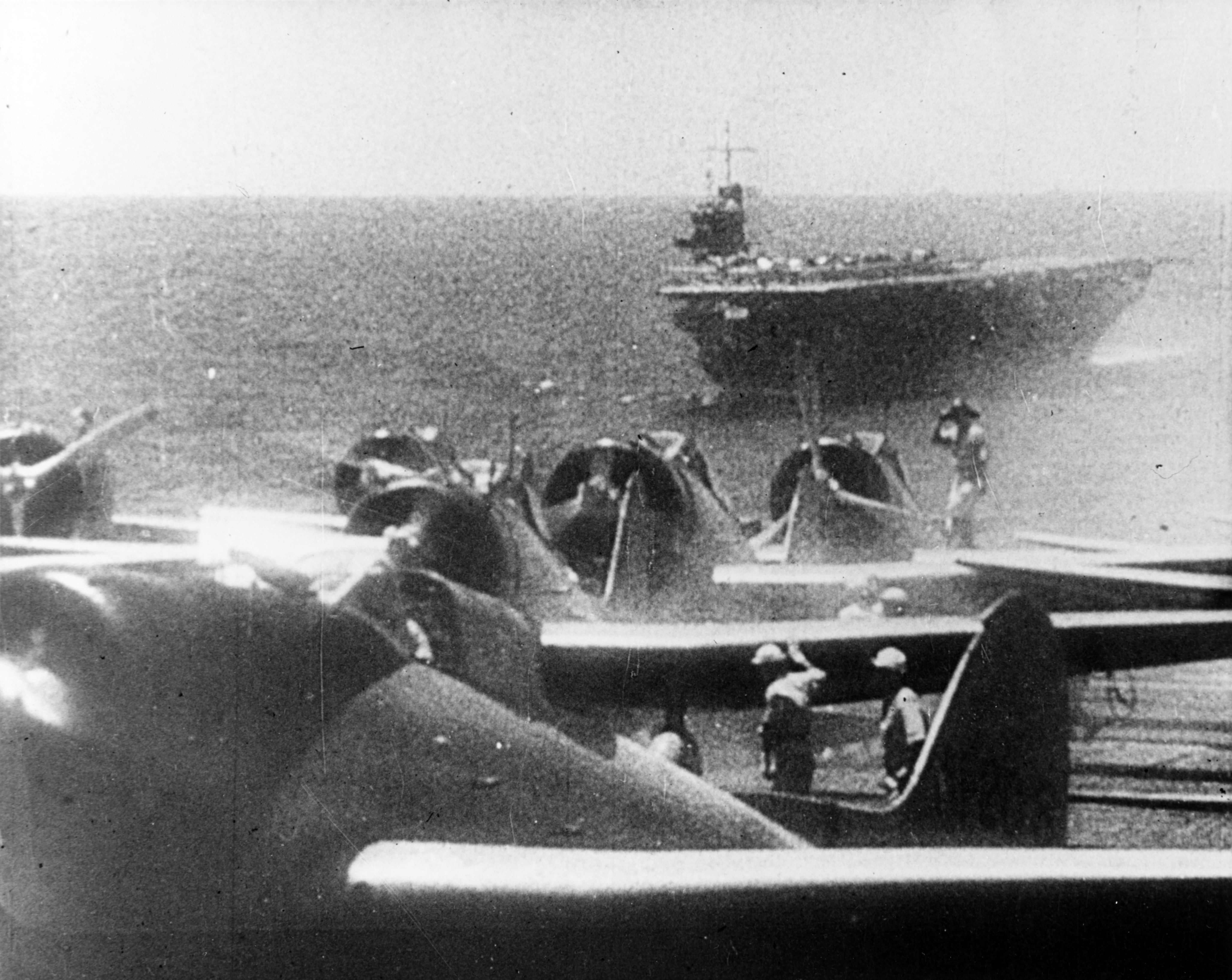
Japońskie bombowce nurkujące Aichi D3A tuż przed startem do ataku na Pearl Harbor

- 43 p.n.e. – W swej willi w Formiae przez siepaczy triumwira Marka Antoniusza został zamordowany Marek Tulliusz Cycero, proskrybowany przezeń polityk, mówca i filozof.
- 374 – Św. Ambroży został biskupem Mediolanu.
- 1478 – Władysław II Jagiellończyk i Maciej Korwin uzgodnili w Ołomuńcu, że obaj mają prawo używać tytułu króla Czech – Władysław Jagiellończyk panował w Czechach, a Maciej Korwin na Morawach, na Śląsku i w Łużycach.
- 1506 – Wojska genueńskie rozpoczęły oblężenie Monako.
- 1545 – Założono miasto El Tocuyo w Wenezueli.
- 1612 – II wojna polsko-rosyjska: wojska polskie pod wodzą króla Zygmunta III Wazy podjęły nieudaną próbę oblężenia Wołokołamska.
- 1631 – Miało miejsce pierwsze przewidziane (przez Johannesa Keplera) przejście Wenus na tle tarczy Słońca (niewidoczne w zachodniej Europie).
- 1678 – Francuz Louis Hennepin jako pierwszy Europejczyk ujrzał wodospad Niagara.
- 1697 – Książę Burgundii i późniejszy delfin Francji Ludwik Burbon poślubił swoją kuzynkę Marię Adelajdę Sabaudzką.
- 1703 – W czasie wielkiego sztormu w nocy z 6 na 7 grudnia niedaleko Dover zatonęła fregata HMS „Mary” wraz z całą załogą. W sumie w sztormie tym (4–12 grudnia) zatonęło 13 okrętów Royal Navy i co najmniej 40 statków handlowych.
- 1732 – Otwarto Royal Opera House w Covent Garden w Londynie.
- 1742 – Otwarto teatr operowy Staatsoper Unter den Linden w Berlinie.
- 1771 – Baron Axel Gabriel Leijonhufvud został pierwszym prezesem Szwedzkiej Królewskiej Akademii Muzycznej.
- 1787 – Delaware jako pierwszy stan ratyfikował amerykańską konstytucję.
- 1791 – Zmarły 5 grudnia w wieku 35 lat Wolfgang Amadeus Mozart został pochowany w zbiorowej mogile na cmentarzu pod Wiedniem.
- 1793 – I koalicja antyfrancuska: została stoczona francusko-hiszpańska bitwa pod Montesquiou.
- 1804 – Sformowano Królewski Pułk Maltański w składzie Armii Brytyjskiej.
- 1807 – Królestwo Westfalii przystąpiło do Związku Reńskiego.
- 1815 – W Paryżu został rozstrzelany marszałek Michel Ney.
- 1821 – Pōmare III został królem Tahiti.
- 1829 – Został obalony prezydent Chile Francisco Ramón Vicuña Larraín.
- 1831 – W Londynie założono Trynitarne Towarzystwo Biblijne.
- 1835 – Uruchomiono pierwszą linię kolejową w Niemczech (Norymberga-Fürth).
- 1842 – Zainaugurowała działalność Filharmonia Nowojorska.
- 1862 – Wojna secesyjna: zwycięstwo wojsk Unii w bitwie pod Prairie Grove.
- 1871 – Barthélémy de Theux de Meylandt został po raz trzeci premierem Belgii.
- 1895:
  - I wojna włosko-abisyńska: rozpoczęła się bitwa pod Amba Alagi.
  - Włodzimierz Lenin został aresztowany za spiskowanie przeciwko byłemu cesarzowi Aleksandrowi III.
- 1899 – Uruchomiono komunikację tramwajową w chorwackiej Rijece.
- 1904 – W stolicy Nowej Zelandii Wellington otwarto halę koncertową Wellington Town Hall.
- 1905 – Austriacki okulista Eduard Zirm przeprowadził w Ołomuńcu pierwszą udaną operację przeszczepienia rogówki.
- 1906 – Zwodowano pancernik „Schleswig-Holstein”.
- 1909 – Belgijski przemysłowiec i wynalazca Leo Hendrik Baekeland opatentował pierwsze tworzywo sztuczne – bakelit.
- 1916 – David Lloyd George został premierem Wielkiej Brytanii.
- 1917:
  - I wojna światowa: USA wypowiedziały wojnę Austro-Węgrom.
  - Feliks Dzierżyński został szefem Czeka.
- 1918 – Wybuchła wojna armeńsko-gruzińska.
- 1921 – Z inicjatywy Bronisława Taraszkiewicza w Radoszkowiczach powstało Towarzystwo Szkoły Białoruskiej.
- 1922 – W Czechosłowacji ustanowiono Order Lwa Białego.
- 1926 – Pedro José Rada y Gamio został premierem Peru.
- 1930 – W Paryżu został zamordowany przez agenta sowieckiego OGPU pierwszy premier byłej Demokratycznej Republiki Gruzji Noe Ramiszwili.
- 1936 – W katastrofie łodzi latającej Latécoère 300 na Atlantyku zginął francuski pilot i pionier komunikacji lotniczej Jean Mermoz oraz 4 członków załogi.
- 1939 – Wojna radziecko-fińska: rozpoczęła się bitwa pod Suomussalmi.
- 1940:
  - II wojna światowa w Afryce: wojska alianckie zaatakowały siły włoskie w zachodnim Egipcie i wschodniej Libii.
  - Dokonano oblotu brytyjskiego samolotu torpedowego i bombowego Fairey Barracuda.
- 1941:
  - Feldmarszałek Wilhelm Keitel podpisał specjalny dekret Adolfa Hitlera, nakazujący represje (aresztowania i umieszczania w obozach koncentracyjnych) członków opozycji antyhitlerowskiej, działających w okupowanych krajach Europy Zachodniej.
  - Kanada wypowiedziała wojnę Finlandii, Węgrom, Rumunii i Japonii.
  - Na zachód od Gibraltaru został zatopiony przez brytyjskie niszczyciele HMS „Hesperus” i HMS „Harvester” niemiecki okręt podwodny U-208, w wyniku czego zginęła cała, 45-osobowa załoga.
  - Wojna na Pacyfiku: Japończycy dokonali ataku na Pearl Harbor na Hawajach.
- 1942:
  - Bitwa o Atlantyk: 655 osób zginęło w wyniku zatopienia przez niemiecki okręt podwodny U-515 brytyjskiego statku pasażerskiego „Ceramic” u wybrzeży Azorów.
  - Brytyjscy komandosi rozpoczęli tajną operację „Frankton” w okolicach francuskiego Bordeaux.
  - Zwodowano pancernik USS „New Jersey”.
- 1943:
  - Ustanowiono flagę Libanu.
  - We włoskim Trydencie Chiara Lubich założyła ruch katolicki Focolari.
- 1944:
  - Nicolae Rădescu został premierem Rumunii.
  - W Chicago podpisana została Konwencja o międzynarodowym lotnictwie cywilnym.
- 1946 – 119 osób zginęło w pożarze hotelu Winecoff w Atlancie w stanie Georgia.
- 1949 – Haszim al-Atasi został po raz drugi prezydentem Syrii.
- 1953:
  - Dawid Ben Gurion ogłosił rezygnację ze stanowiska premiera Izraela.
  - Trzech studentów Uniwersytetu Teherańskiego zginęło w zamieszkach wywołanych wizytą w Iranie wiceprezydenta USA Richarda Nixona.
- 1954 – W Łańcuchu Rudaw Słowackich została odkryta Ochtyńska Jaskinia Aragonitowa.
- 1955 – Mubarek Bekkai został pierwszym premierem Maroka.
- 1959 – Premiera amerykańskiego filmu wojennego Tak niewielu w reżyserii Johna Sturgesa.
- 1965 – II sobór watykański:
  - Papież Paweł VI i patriarcha Konstantynopola Atenagoras I wzajemnie znieśli ekskomuniki nałożone w 1054 roku, które wywołały wielką schizmę.
  - Święte Oficjum zostało przekształcone w Świętą Kongregację Doktryny Wiary.
- 1966 – Raszid Karami został po raz piąty premierem Libanu.
- 1968 – Na rzece Missisipi koło miasta White Castle w Luizjanie, po zderzeniu z tajwańskim frachtowcem, zatonęła należąca do amerykańskiej Straży Wybrzeża lichtuga USCGC „White Alder”, w wyniku czego zginęło 17 spośród 20 członków załogi.
- 1972 – Żona prezydenta Filipin Ferdinanda Marcosa, Imelda, została pchnięta nożem w czasie transmitowanych przez telewizję uroczystości państwowych. Zamachowca zastrzelono.
- 1975:
  - Indonezja zaatakowała Timor Wschodni.
  - W elektrowni atomowej w Greifswaldzie w NRD spięcie spowodowane pomyłką elektryka wywołało pożar, który niemal spowodował stopienie reaktora.
- 1976 – Tuła otrzymała tytuł Miasta-Bohatera.
- 1979:
  - Na wygnaniu w Paryżu został zamordowany książę Szahrijar Szafik, siostrzeniec obalonego szachinszacha Iranu Mohammada Rezy Pahlawiego.
  - W pobliżu miasta Rustenburg (RPA) oficjalnie otwarto kurort Sun City.
- 1980 – Ubiegający się o reelekcję António Ramalho Eanes wygrał w I turze wybory prezydenckie w Portugalii.
- 1982 – W więzieniu w Huntsville w Teksasie przeprowadzono pierwszą egzekucję przy użyciu zastrzyku trucizny.
- 1983 – 93 osoby zginęły w zderzeniu na pasie startowym lotniska Barajas pod Madrytem samolotów Boeing 727 i DC-9.
- 1987:
  - 43 osoby zginęły w katastrofie lecącego z Los Angeles do San Francisco samolotu BAe 146 należącego do Pacific Southwest Airlines.
  - Linie lotnicze Air Canada stały się pierwszym na świecie przewoźnikiem, który zabronił palenia tytoniu na pokładzie swoich samolotów.
- 1988 – W trzęsieniu ziemi w Armenii zginęło ok. 25 tys. osób.
- 1990:
  - Papież Jan Paweł II ogłosił encyklikę Redemptoris missio.
  - Premiera amerykańskiej komedii kryminalnej Żółtodziób w reżyserii Clinta Eastwooda.
- 1993 – Henri Konan Bédié został prezydentem Wybrzeża Kości Słoniowej.
- 1994 – Premiera włosko-francusko-belgijskiego filmu dramatycznego i muzycznego Farinelli: ostatni kastrat w reżyserii Gérarda Corbiau.
- 1995 – 98 osób zginęło w katastrofie samolotu Tu-154B w Kraju Chabarowskim w Rosji.
- 1999:
  - Otwarto jedyną stację kolejową w księstwie Monako.
  - W Rumunii powołana została Narodowa Rada Badań Archiwów Securitate.
- 2000 – Premierzy krajów UE na szczycie w Nicei przyjęli i podpisali Kartę praw podstawowych.
- 2002 – Azra Akın jako pierwsza Turczynka zdobyła w Londynie tytuł Miss World.
- 2003 – W Rosji odbyły się wybory parlamentarne.
- 2004 – Hamid Karzaj został zaprzysiężony na urząd prezydenta Afganistanu.
- 2005 – Na Teneryfie został aresztowany chorwacki generał Ante Gotovina.
- 2008 – Ponad 150 ciężarówek z zaopatrzeniem dla wojsk amerykańskich w Afganistanie zostało spalonych w ataku grupy zbrojnej na terminal pod Peszawarem w Pakistanie.
- 2011 – Kamal al-Dżanzuri został po raz drugi premierem Egiptu.
- 2013 – Na zakończonej na indonezyjskiej wyspie Bali 9. Konferencji Ministerialnej Światowej Organizacji Handlu podpisano pakiet umów obejmujących uproszczenie procedur dotyczących wymiany handlowej i poprawę bezpieczeństwa żywnościowego krajów rozwijających się.
- 2016:
  - 47 osób (42 pasażerów i 5 członków załogi) zginęło w północnym Pakistanie w katastrofie należącego do Pakistan International Airlines samolotu ATR 42, lecącego z Czitralu do Islamabadu.
  - Co najmniej 102 osoby zginęły, a ponad 700 zostało rannych w trzęsieniu ziemi o magnitudzie 6,5, które nawiedziło indonezyjską prowincję Aceh w północnej części Sumatry.
  - Lider opozycyjnej Nowej Partii Patriotycznej Nana Akufo-Addo wygrał wybory prezydenckie w Ghanie, pokonując ubiegającego się o reelekcję Johna Dramani Mahamę.
- 2021 – W pożarze więzienia w Gitega w Burundi zginęło 38 osób, a ok. 70 odniosło obrażenia.
- 2022:
  - Dina Boluarte, jako pierwsza kobieta, objęła urząd prezydenta Peru.
  - Został warunkowo zwolniony z więzienia Janusz Waluś, który w 1993 roku zastrzelił lidera Południowoafrykańskiej Partii Komunistycznej Chrisa Haniego.

## Eksploracja kosmosu
- 1972 – Program Apollo: rozpoczęła się ostatnia załogowa misja księżycowa Apollo 17. Tego samego dnia z pokładu statku wykonano słynne zdjęcie Ziemi, znane jako Blue Marble, najczęściej wykorzystywaną fotografię w dziejach ludzkości.
- 1995 – Amerykańska sonda Galileo dotarła do Jowisza.
- 2010 – Japońska sonda Akatsuki z powodu awarii nie zdołała wejść na orbitę Wenus.
- 2018 – Wystrzelono chińską sondę księżycową Chang’e 4.

## Urodzili się
- 521 – Kolumba, irlandzki misjonarz, święty (zm. 597)
- 903 – Abd Al-Rahman Al Sufi, perski astronom (zm. 986)
- 1302 – Azzone Visconti, władca Mediolanu (zm. 1339)
- 1431 – Wład Palownik, hospodar Wołoszczyzny (zm. 1476)
- 1545 – Henryk Stuart, szkocki arystokrata (zm. 1567)
- 1592 – Yinyuan Longqi, chiński mistrz chan (zm. 1673)
- 1596 – Jan Kazimierz, książę Anhalt-Dessau (zm. 1660)
- 1598 – Giovanni Lorenzo Bernini, włoski rzeźbiarz, malarz, architekt (zm. 1680)
- 1602 – Bartolomeo Mastri, włoski franciszkanin, filozof, malarz (zm. 1673)
- 1615 – Nicodemus Tessin (starszy), szwedzki architekt pochodzenia niemieckiego (zm. 1681)
- 1629 – Ezechiel Spanheim, pruski dyplomata (zm. 1710)
- 1637 – Bernardo Pasquini, włoski kompozytor (zm. 1710)
- 1647:
  - Giovanni Ceva, włoski matematyk (zm. 1734)
  - Francesco del Giudice, włoski duchowny katolicki, arcybiskup Monreale, kardynał (zm. 1725)
- 1725 – Pietro Colonna Pamphili, włoski duchowny katolicki, arcybiskup Rodos, kardynał (zm. 1780)
- 1731:
  - Jan Chrzciciel Albertrandi, polski duchowny katolicki, biskup pomocniczy poznański i biskup pomocniczy warszawski, historyk, tłumacz, poeta, publicysta, bibliotekarz, cenzor (zm. 1808)
  - Abraham Hyacinthe Anquetil-Duperron, francuski orientalista, podróżnik (zm. 1805)
  - Ulrik Celsing, szwedzki orientalista, dyplomata (zm. 1805)
- 1756 – Cornelis van Spaendonck, holenderski malarz (zm. 1840)
- 1757 – Dwight Foster, amerykański prawnik, polityk, senator (zm. 1823)
- 1763 – Rajmund Brzozowski, polski duchowny katolicki, jezuita, autor prac filologicznych (zm. 1848)
- 1764:
  - Pierre Prévost, francuski malarz (zm. 1823)
  - Claude Victor-Perrin, francuski dowódca wojskowy, polityk, marszałek Francji (zm. 1841)
- 1768 – Jean-Isidore Harispe, francuski wojskowy, marszałek i par Francji (zm. 1855)
- 1770 – Maria Krystyna Wettyn, księżna saksońska i kurlandzka, księżna Carignano (zm. 1851)
- 1782:
  - Karol Balandret, polski duchowny katolicki, pedagog (zm. 1861)
  - Ambroży Grabowski, polski historyk, księgarz, kolekcjoner, archeolog, antykwariusz (zm. 1868)
- 1785 – William Francis Patrick Napier, brytyjski wojskowy, historyk wojskowości (zm. 1860)
- 1786:
  - Jan Dekert, polski duchowny katolicki, biskup pomocniczy warszawski (zm. 1861)
  - Maria Walewska, polska hrabina, kochanka Napoleona Bonapartego (zm. 1817)
- 1787 – Ambroży Mikołaj Skarżyński, polski generał (zm. 1868)
- 1793 – Antoni Jabłonowski, polski polityk, działacz niepodległościowy (zm. 1855)
- 1794 – Francis Berkeley, brytyjski arystokrata, polityk (zm. 1870)
- 1800 – Carlo Giuseppe Gené, włoski zoolog, pisarz (zm. 1847)
- 1801:
  - Johann Nepomuk Nestroy, austriacki aktor, pisarz, śpiewak operowy (zm. 1862)
  - William Procter, amerykański przemysłowiec (zm. 1884)
- 1803 – Maria Józefa Wettn, księżniczka Saksonii, królowa Hiszpanii (zm. 1829)
- 1805 – Jean-Eugène Robert-Houdin, francuski iluzjonista (zm. 1871)
- 1807 – Feodora zu Leiningen, niemiecka arystokratka (zm. 1872)
- 1810:
  - Francesco Ferrara, włoski ekonomista, statystyk, wykładowca akademicki, polityk (zm. 1900)
  - Josef Hyrtl, austriacki anatom (zm. 1894)
  - Theodor Schwann, niemiecki zoolog, fizjolog, histolog (zm. 1882)
- 1811 – Mykoła Ustyjanowycz, ukraiński duchowny greckokatolicki, działacz społeczny, pisarz (zm. 1885)
- 1812 – Hieronim Kajsiewicz, polski kaznodzieja, pisarz religijny (zm. 1873)
- 1816 – Eduard Angerer, austriacki duchowny katolicki, biskup pomocniczy wiedeński (zm. 1898)
- 1817 – Edward Tuckerman, amerykański botanik, mykolog, lichenolog, wykładowca akademicki (zm. 1886)
- 1818 – Herman Jung, polski piwowar pochodzenia niemieckiego (zm. 1890)
- 1819 – Marko Kalogjera, chorwacki arystokrata, duchowny katolicki, biskup kotorski, biskup splicko-makarski (zm. 1888)
- 1820 – Roger Maurycy Raczyński, polski polityk, działacz społeczny, publicysta (zm. 1864)
- 1821 – Iwan Bodnar, ukraiński polityk, działacz społeczny (zm. ?)
- 1823 – Leopold Kronecker, niemiecki matematyk, logik, wykładowca akademicki pochodzenia żydowskiego (zm. 1891)
- 1824 – Włodzimierz Aleksander Dybek, polski patolog, wykładowca akademicki, uczestnik powstania styczniowego (zm. 1883)
- 1826 – Edmund G. Ross, amerykański polityk, senator (zm. 1907)
- 1829 – Władysław Wiślicki, polski kompozytor, dyrygent, pianista (zm. 1899)
- 1830:
  - Luigi Cremona, włoski matematyk, polityk (zm. 1903)
  - Jehuda Lejb Gordon, żydowski poeta, prozaik (zm. 1892)
- 1832 – Sabinian Derecki, polski kapucyn (zm. 1895)
- 1833 – Ignacy Jasiński, polski malarz, uczestnik powstania styczniowego, zesłaniec (zm. 1878)
- 1836 – Nancy Amelia Woodbury Priest Wakefield, amerykańska poetka (zm. 1870)
- 1837 – Johann Nepomuk Wilczek, austriacki mecenas sztuki, polarnik (zm. 1922)
- 1842 – Otto Ammon, niemiecki antropolog (zm. 1916)
- 1845 – Ludwig Lichtheim, niemiecki neurolog, psychiatra (zm. 1928)
- 1849:
  - Pierre-Paulin Andrieu, francuski duchowny katolicki, arcybiskup Bordeaux, kardynał (zm. 1935)
  - Kinmochi Saionji, japoński książę, polityk (zm. 1940)
  - Henry Somerset, brytyjski arystokrata, polityk (zm. 1932)
- 1850 – Clinton Thomas Dent, brytyjski chirurg, pisarz, podróżnik, alpinista (zm. 1912)
- 1852 – Bohuslav Raýman, czeski chemik (zm. 1910)
- 1855 – Kazimierz Józef Wysocki, polski polityk, poseł na Sejm Ustawodawczy (zm. 1935)
- 1857:
  - Louis Dollo, belgijski paleontolog, ewolucjonista (zm. 1931)
  - Uroš Predić, jugosłowiański malarz (zm. 1953)
- 1858:
  - George Neilson, szkocki historyk (zm. 1923)
  - Teofil Okunewski, ukraiński prawnik, polityk (zm. 1937)
  - Wiktor Past, polski generał dywizji (zm. 1924)
- 1859:
  - Władysław Jagniątkowski, polsko-francuski wojskowy, pisarz (zm. 1930)
  - Pierre Eugène Ménétrier, francuski patolog (zm. 1936)
- 1860 – Joseph Cook, australijski polityk, premier Australii (zm. 1947)
- 1861 – Hermann Hinterstoisser, austriacki chirurg, ginekolog (zm. 1932)
- 1862 – Paul Adam, francuski prozaik, eseista, dziennikarz (zm. 1920)
- 1863:
  - Felix Calonder, szwajcarski polityk, prezydent Szwajcarii (zm. 1952)
  - Pietro Mascagni, włoski kompozytor (zm. 1945)
- 1864:
  - Marian Herbert, polski generał brygady (zm. 1935)
  - Antonio Zecchini, włoski duchowny katolicki, arcybiskup, nuncjusz apostolski (zm. 1935)
- 1867 – Jan Michał Rozwadowski, polski językoznawca, slawista, wykładowca akademicki, działacz sportowy (zm. 1935)
- 1869 – George P. Codd, amerykański polityk, burmistrz Detroit (zm. 1927)
- 1872 – Johan Huizinga, holenderski historyk, językoznawca, wykładowca akademicki, eseista (zm. 1945)
- 1873 – Willa Cather, amerykańska pisarka (zm. 1947)
- 1874 – Alice V. Morris, amerykańska działaczka społeczna (zm. 1950)
- 1875:
  - Mieczysław Bilski, polski prawnik, działacz państwowy, wojewoda kielecki (zm. 1939)
  - Fətəli xan Xoyski, azerski polityk (zm. 1920)
- 1877:
  - Walter Abbott, angielski piłkarz (zm. 1941)
  - Johan Schwartz, norweski łyżwiarz szybki (zm. 1920)
  - Władysław Sobański, polski polityk, dyplomata (zm. 1943)
- 1878:
  - Adam Schwarz, polski inżynier leśnictwa, wykładowca akademicki (zm. 1934)
  - Konstantin Skriabin, rosyjski zoolog, wykładowca akademicki (zm. 1972)
  - Stanisław Adam Stadnicki, polski hrabia, polityk (zm. 1952)
  - Akiko Yosano, japońska pisarka, poetka, feministka, pacyfistka, reformatorka społeczna (zm. 1942)
- 1879 – Mabel Taylor, amerykańska łuczniczka (zm. 1967)
- 1880:
  - Wiesław Kopczyński, polski urzędnik, działacz rolniczy, polityk, minister reform rolnych (zm. 1934)
  - Federico Lunardi, włoski duchowny katolicki, arcybiskup, nuncjusz apostolski (zm. 1954)
- 1881:
  - Giuseppe Amisani, włoski malarz (zm. 1941)
  - Marian Falski, polski pedagog, działacz oświatowy, autor najpopularniejszego polskiego Elementarza (zm. 1974)
  - Maria Pia Mastena, włoska zakonnica, błogosławiona (zm. 1951)
- 1882:
  - Robert Debré, francuski pediatra, bakteriolog (zm. 1978)
  - Viktor Glondys, niemiecki duchowny i teolog luterański (zm. 1949)
  - Sara Lipska, polsko-francuska malarka, rzeźbiarka, projektantka mody i wnętrz pochodzenia żydowskiego (zm. 1973)
  - Jacques Sevin, francuski jezuita, instruktor skautowy (zm. 1951)
- 1883:
  - Gaston Barreau, francuski piłkarz (zm. 1958)
  - Siergiej Bielawski, rosyjski astronom (zm. 1953)
  - Raoul Caudron, francuski trener piłkarski (zm. 1958)
  - Zygmunt Różycki, polski poeta (zm. 1930)
- 1884:
  - Jarl Andstén, fiński żeglarz sportowy (zm. 1943)
  - John Carpenter, amerykański lekkoatleta, sprinter (zm. 1933)
  - Petru Groza, rumuński polityk, premier Rumunii (zm. 1958)
  - Adam Pakulski, polski kupiec, działacz gospodarczy (zm. 1942)
- 1885:
  - Bertha Badt-Strauss, niemiecka pisarka, tłumaczka, działaczka syjonistyczna pochodzenia żydowskiego (zm. 1970)
  - Paweł Barański, polski duchowny katolicki, Sługa Boży (zm. 1942)
  - Peter Sturholdt, amerykański bokser (zm. 1919)
  - Bolesław Świdziński, polski pułkownik dyplomowany kawalerii (zm. 1972)
- 1886 – Ödön Holits, węgierski piłkarz, trener, lekkoatleta, skoczek w dal (zm. 1970)
- 1887:
  - Kazimierz Cichowski, polski działacz komunistyczny (zm. 1937)
  - István Herczeg, węgierski gimnastyk (zm. 1949)
  - Ernst Toch, amerykański kompozytor pochodzenia żydowskiego (zm. 1964)
- 1888:
  - Joyce Cary, anglo-irlandzki pisarz (zm. 1957)
  - Hamilton Fish III, amerykański wojskowy, polityk (zm. 1991)
  - Jin’ichi Kusaka, japoński wiceadmirał (zm. 1972)
  - Maria Laidoner, estońska pianistka, pierwsza dama pochodzenia polskiego (zm. 1978)
- 1889:
  - Bolesław Liszkowski, polski działacz społeczny, polityk, prezydent Lublina (zm. 1978)
  - Gabriel Marcel, francuski filozof (zm. 1973)
- 1890 – J.E. Neale, brytyjski historyk (zm. 1975)
- 1892 – Ołena Stepaniw, ukraińska wojskowa, historyk, geograf, pedagog, działaczka społeczna (zm. 1963)
- 1893:
  - Fay Bainter, amerykańska aktorka (zm. 1968)
  - Henryk Floyar-Rajchman, polski major dyplomowany piechoty, dyplomata, polityk, poseł na Sejm RP, minister przemysłu i handlu (zm. 1951)
- 1894:
  - Louis Béguet, francuski rugbysta, lekkoatleta (zm. 1983)
  - Ambroży Moszyński, polski zoolog (zm. 1941)
  - Antoni Pajdak, polski adwokat, działacz socjalistyczny i niepodległościowy, polityk (zm. 1988)
- 1895:
  - Betty Burbridge, amerykańska aktorka (zm. 1987)
  - Karl Flink, niemiecki piłkarz, trener (zm. 1958)
  - Marian Jerzy Malicki, polski kostiumolog, scenograf, grafik, scenograf (zm. 1946)
  - Milton Margai, sierraleoński lekarz, polityk, premier Sierra Leone (zm. 1964)
  - Jan Slaski, polski major kawalerii, polityk, poseł na Sejm i senator RP (zm. 1940)
- 1896:
  - Mario Benzing, włoski pisarz, tłumacz pochodzenia niemieckiego (zm. 1958)
  - Wiktor Dega, polski chirurg ortopeda (zm. 1995)
  - Martin Egeberg, norweski zapaśnik (zm. 1977)
- 1897:
  - Leo Monosson, niemiecki piosenkarz pochodzenia żydowskiego (zm. 1967)
  - Lazare Ponticelli, francuski weteran wojenny, superstulatek pochodzenia włoskiego (zm. 2008)
  - Władimir Swiridow, radziecki generał porucznik artylerii (zm. 1963)
- 1898 – Ludwik Augustyniak, polski żołnierz, powstaniec wielkopolski, uczestnik podziemia antykomunistycznego (zm. 1946)
- 1902 – Franciszek Piaścik, polski architekt, wykładowca akademicki (zm. 2001)
- 1903:
  - Aleksandr Lejpunski, radziecki fizyk jądrowy pochodzenia żydowskiego (zm. 1972)
  - Brian Lewis, brytyjski kierowca wyścigowy (zm. 1978)
- 1904:
  - Enrique Gainzarain, argentyński piłkarz (zm. 1972)
  - Clarence Nash, amerykański aktor głosowy (zm. 1985)
- 1905 – Gerard Kuiper, amerykański astronom, wykładowca akademicki pochodzenia holenderskiego (zm. 1973)
- 1906:
  - Władysław Chudy, polski major piechoty (zm. 1995)
  - Aleksandra Dobrowolska, polska działaczka społeczna, kustosz (zm. 1989)
  - Erika Fuchs, niemiecka tłumaczka (zm. 2005)
  - Elisabeth Höngen, niemiecka śpiewaczka operowa (mezzosopran) (zm. 1997)
  - Queenie Dorothy Leavis, brytyjska eseistka, krytyk literacki (zm. 1981)
  - Dosyteusz (Stojkovski), macedoński biskup prawosławny, pierwszy zwierzchnik Macedońskiego Kościoła Prawosławnego (zm. 1981)
- 1907:
  - Mikołaj Dwornikow, białoruski polityk komunistyczny, komisarz polityczny (zm. 1938)
  - Faridża Zu’arec, izraelski polityk (zm. 1993)
- 1908:
  - John Doeg, amerykański tenisista (zm. 1978)
  - Son Ngoc Thanh, kambodżański polityk, premier Kambodży (zm. 1977)
- 1909:
  - Euclydes Barbosa, brazylijski piłkarz (zm. 1988)
  - Marian Mazur, polski elektrotechnik, naukoznawca, cybernetyk (zm. 1983)
  - Mario Pizziolo, włoski piłkarz (zm. 1990)
  - Nikoła Wapcarow, bułgarski poeta, działacz komunistyczny (zm. 1942)
- 1910:
  - Vere Bird, polityk z Antigui i Barbudy, premier (zm. 1999)
  - Rod Cameron, kanadyjski aktor (zm. 1983)
  - Jekatierina Furcewa, radziecka polityk (zm. 1974)
  - Duncan McNaughton, kanadyjski lekkoatleta, skoczek wzwyż (zm. 1998)
  - Louis Prima, amerykański piosenkarz, showman, kompozytor, aktor, trębacz pochodzenia włoskiego (zm. 1978)
- 1911:
  - Ronnie Rooke, angielski piłkarz, trener (zm. 1985)
  - Birger Wasenius, fiński łyżwiarz szybki (zm. 1940)
- 1912:
  - Leigh Brackett, amerykańska pisarka, scenarzystka filmowa (zm. 1978)
  - Franciszek Szymura, polski bokser (zm. 1985)
- 1913:
  - Per Anger, szwedzki dyplomata (zm. 2002)
  - František Čáp, czeski reżyser i scenarzysta filmowy (zm. 1972)
- 1914 – Einari Teräsvirta, fiński gimnastyk (zm. 1995)
- 1915:
  - Stefania Hanausek, polska członkini ZWZ (zm. 1941)
  - Irena Jaźnicka, polska koszykarka, siatkarka, hazenistka (zm. 1968)
  - Wasilij Najdienko, radziecki pułkownik pilot, as myśliwski (zm. 1969)
  - Eli Wallach, amerykański aktor, producent filmowy pochodzenia żydowskiego (zm. 2014)
- 1916:
  - Stanisław Brodzki, polski dziennikarz, publicysta (zm. 1990)
  - Jekatierina Budanowa, radziecka pilotka wojskowa, as myśliwski (zm. 1943)
  - Władysław Cabaj, polski polityk, poseł na Sejm PRL (zm. 1991)
- 1917:
  - Jerzy Dowgird, polski koszykarz, trener (zm. 2003)
  - Ottorino Volonterio, szwajcarski kierowca wyścigowy (zm. 2003)
- 1918:
  - Marian Graniewski, polski generał dywizji (zm. 2007)
  - Maximilian Merkel, niemiecki piłkarz, trener (zm. 2006)
- 1919:
  - Charles McGee, amerykański generał brygady pilot (zm. 2022)
  - Andrzej Pogonowski, polski podchorąży artylerii, prawnik, działacz społeczny (zm. 2017)
  - Stanisław Wyganowski, polski ekonomista, urbanista, samorządowiec, prezydent Warszawy (zm. 2017)
- 1920:
  - Johnny Lockwood, brytyjski aktor (zm. 2013)
  - Fiorenzo Magni, włoski kolarz szosowy (zm. 2012)
  - Walter Nowotny, niemiecki pilot wojskowy, as myśliwski (zm. 1944)
  - Věra Tichánková, czeska aktorka (zm. 2014)
  - Józef Żyliński, polski koszykarz, trener (zm. 2014)
- 1921:
  - Ludwik Zbigniew Jaśkiewicz, polski specjalista w zakresie budowy samochodów (zm. 2015)
  - Jesus Urteaga, hiszpański duchowny katolicki, dziennikarz, pisarz (zm. 2009)
- 1922 – Zenon Świderski, polski regionalista, działacz społeczny (zm. 2017)
- 1923 – Ted Knight, amerykański aktor (zm. 1986)
- 1924:
  - Jovanka Broz, jugosłowiańska pierwsza dama (zm. 2013)
  - Mary Ellen Rudin, amerykańska matematyk (zm. 2013)
  - Mário Soares, portugalski polityk, premier i prezydent Portugalii (zm. 2017)
- 1925:
  - Maria Osiecka-Kuminek, polska scenografka, dekoratorka wnętrz (zm. 2011)
  - Max Zaslofsky, amerykański koszykarz, trener pochodzenia żydowskiego (zm. 1985)
- 1926:
  - Rino Ferrario, włoski piłkarz (zm. 2012)
  - Georg Iggers, niemiecki historyk (zm. 2017)
  - William John McNaughton, amerykański duchowny katolicki, biskup Incheon (zm. 2020)
- 1928:
  - Noam Chomsky, amerykański lingwista, filozof, polityk
  - Bede Heather, australijski duchowny katolicki, biskup pomocniczy Sydney, biskup Parramatty (zm. 2021)
- 1929:
  - Habib Ali Kiddie, pakistański hokeista na trawie (zm. 1987)
  - Donald McDermott, amerykański łyżwiarz szybki (zm. 2020)
  - Boris Stiepancew, rosyjski twórca filmów animowanych (zm. 1983)
- 1930:
  - Jerzy Darowski, polski folklorysta (zm. 2004)
  - Dani Karawan, izraelski rzeźbiarz (zm. 2021)
  - Czesław Uznański, polski piłkarz, trener piłkarski, hokeista (zm. 2014)
- 1931:
  - Nicholas Cheong Jin-suk, południowokoreański duchowny katolicki, biskup Cheongju, arcybiskup Seulu, kardynał (zm. 2021)
  - James Grogan, amerykański łyżwiarz figurowy (zm. 2000)
  - Jan Kuriata, polski generał dywizji
  - Henryk Szwedo, polski dyrygent (zm. 2011)
- 1932:
  - Agnieszka Bojanowska, polska montażystka filmowa (zm. 2019)
  - Ligia Borowczyk, polska aktorka, kompozytorka (zm. 2022)
  - Ellen Burstyn, amerykańska aktorka
  - Policarpo Paz García, honduraski generał, polityk, prezydent Hondurasu (zm. 2000)
- 1933:
  - Heliodoro Dols, hiszpański architekt (zm. 2025)
  - Asanbek Ömüralijew, kirgiski aktor (zm. 2003)
  - Zbigniew Szarzyński, polski piłkarz (zm. 2018)
- 1934:
  - Joachim Raczek, polski trener lekkoatletyki (zm. 2019)
  - Jan Wornar, łużycki pisarz (zm. 1999)
- 1935:
  - Veronica Antal, rumuńska tercjarka franciszkańska, błogosławiona (zm. 1958)
  - Jiří Čadek, czeski piłkarz (zm. 2021)
  - Hans-Peter Lanig, niemiecki narciarz alpejski (zm. 2022)
  - Maria Śliwka, polska siatkarka, lekkoatletka (zm. 1997)
- 1936:
  - René Ferrier, francuski piłkarz, trener (zm. 1998)
  - Annette Strøyberg, duńska aktorka (zm. 2005)
  - Ołeksandr Szarkowski, ukraiński matematyk, wykładowca akademicki (zm. 2022)
- 1937:
  - Thad Cochran, amerykański polityk, senator (zm. 2019)
  - Kenneth Colley, brytyjski aktor (zm. 2025)
  - Trajko Rajković, serbski koszykarz (zm. 1970)
  - Paweł Trybalski, polski malarz
- 1938 – Andrzej Czuma, polski prawnik, historyk, polityk, poseł na Sejm RP, minister sprawiedliwości
- 1939:
  - L.R. Eswari, indyjska piosenkarka
  - Lech Śliwonik, polski teatrolog
  - Gary Phillips, amerykański koszykarz (zm. 2025)
- 1940:
  - Alfred Gauda, polski muzealnik, etnograf, grafik, twórca ekslibrisów (zm. 2005)
  - José Ricardo Vázquez, argentyński piłkarz
- 1941:
  - Edward Auer, amerykański pianista
  - Janusz Bukowski, polski aktor, reżyser (zm. 2005)
  - Johnny Schuth, francuski piłkarz, bramkarz
- 1942:
  - Jørgen Emil Hansen, duński kolarz szosowy i przełajowy
  - Leszek Niedzielski, polski satyryk, członek Kabaretu Elita
- 1943:
  - Nick Katz, amerykański matematyk pochodzenia żydowskiego
  - František Veselý, czeski piłkarz (zm. 2009)
- 1944 – Mino Reitano, włoski piosenkarz (zm. 2009)
- 1945:
  - Mohamed Osman Jawari, somalijski prawnik, polityk, przewodniczący Parlamentu, p.o. prezydenta Somalii (zm. 2024)
  - Harry Jørgensen, duński wioślarz
  - Marion Rung, fińska piosenkarka pochodzenia rosyjsko-żydowskiego
  - Clive Russell, brytyjski aktor
  - Grażyna Barbara Szewczyk, polska skandynawistka, germanistka, polonistka, tłumaczka
- 1946:
  - Ahmed Faras, marokański piłkarz (zm. 2025)
  - Bogdan Lewandowski, polski polityk, poseł na Sejm RP
  - Kirsti Sparboe, norweska piosenkarka, aktorka
  - Rostislav Václavíček, czeski piłkarz (zm. 2022)
- 1947:
  - Johnny Bench, amerykański baseballista
  - Oliver Dragojević, chorwacki piosenkarz (zm. 2018)
  - Harald Ettl, austriacki polityk
  - Wilton Gregory, amerykański duchowny katolicki, arcybiskup Atlanty
  - James Keach, amerykański aktor, reżyser i producent filmowy
  - Wendy Padbury, brytyjska aktorka
- 1948:
  - Ałła Ałeksandrowśka, ukraińska polityk, parlamentarzystka
  - Roland Hattenberger, austriacki piłkarz
  - Arto Koivisto, fiński biegacz narciarski
- 1949:
  - Eugenijus Bartulis, litewski duchowny katolicki, biskup szawelski
  - John Boissonneau, kanadyjski duchowny katolicki, biskup pomocniczy Toronto
  - Tom Waits, amerykański muzyk, wokalista, kompozytor, autor tekstów, poeta, aktor
- 1950:
  - Rimas Andrikis, litewski prawnik, adwokat, samorządowiec, polityk
  - Ken Dugdale, nowozelandzki piłkarz, trener
  - Charlie McGettigan, irlandzki piosenkarz
  - Ryszard Stachurski, polski samorządowiec, urzędnik państwowy, wojewoda pomorski
- 1951:
  - Szymon (Iszunin), rosyjski biskup prawosławny
  - Ewa Mańkowska, polska lekarka, polityk, poseł na Sejm RP
  - Ryszard Otello, polski duchowny luterański, historyk (zm. 1978)
  - Sandro Pastorelli, włoski żużlowiec (zm. 2003)
- 1952:
  - Dorota Bromberg, szwedzka wydawczyni pochodzenia żydowskiego
  - Susan Collins, amerykańska polityk, senator
  - Adam Otręba, polski gitarzysta, członek zespołów: Dżem i Kwadrat
  - Philippe Roux, szwajcarski narciarz alpejski
  - Amanda Vanstone, australijska polityk, dyplomatka
- 1953:
  - Krzysztof Horodecki, polski polityk, przedsiębiorca, senator RP
  - Mirosław Krawczyk, polski aktor
  - Dariusz Nowakowski, polski judoka
  - Marian Piotr Rawinis, polski pisarz, dziennikarz (zm. 2021)
- 1954:
  - Priscilla Barnes, amerykańska aktorka
  - Zdzisław Kapka, polski piłkarz
  - Mariusz Saniternik, polski aktor
- 1955:
  - Władysław Kłosiewicz, polski klawesynista, dyrygent, pedagog
  - Predrag Marković, serbski historyk, polityk, p.o. prezydenta Serbii
  - Mike McCallum, jamajski bokser (zm. 2025)
  - John McClelland, północnoirlandzki piłkarz, trener
  - Franck Riboud, francuski przedsiębiorca, menedżer
- 1956:
  - Larry Bird, amerykański koszykarz
  - Rebecca Harms, niemiecka polityk
  - Susan Minot, amerykańska pisarka
  - Iveta Radičová, słowacka polityk, premier Słowacji
  - Mark Rolston, amerykański aktor
- 1957:
  - Manuela Bravo, portugalska wokalistka
  - Alicja Gronau-Osińska, polska kompozytorka
  - Louis Roos, francuski szachista
- 1958:
  - Marie-Louise Coleiro Preca, maltańska polityk, prezydent Malty
  - Martin Schaudt, niemiecki jeździec sportowy
  - Grażyna Wolszczak, polska aktorka
- 1959:
  - William King, brytyjski pisarz fantasy i science fiction
  - Elżbieta Słoboda, polska aktorka (zm. 2018)
  - Krzysztof Wolf, polski działacz opozycji antykomunistycznej (zm. 2023)
- 1960:
  - Jacob Barnabas Aerath, indyjski duchowny syromalankarski, biskup Gurgaon (zm. 2021)
  - Abdellatif Kechiche, tunezyjsko-francuski aktor, reżyser i scenarzysta filmowy
  - Andrzej Mierzejewski, polski kolarz szosowy
  - István Szelei, węgierski florecista
- 1961:
  - Marian Kisiel, polski poeta, krytyk literacki
  - Witold Pahl, polski prawnik, polityk, poseł na Sejm RP, członek Trybunału Stanu
- 1962:
  - Grecia Colmenares, wenezuelska aktorka
  - Magdalena Georgiewa, bułgarska wioślarka
  - Imad Mughniyeh, libański terrorysta (zm. 2008)
- 1963:
  - Gabriele Kohlisch, niemiecka saneczkarka, bobsleistka
  - Theo Snelders, holenderski piłkarz, bramkarz
  - Anna Udycz, polska zapaśniczka i judoczka
- 1964:
  - Ilse Aigner, niemiecka polityk
  - Władimir Artiomow, rosyjski gimnastyk
  - Stuart Tinney, australijski jeździec sportowy
  - Pietro Wu Yishun, chiński duchowny katolicki, prefekt apostolski Shaowu
  - Dario Zuffi, szwajcarski piłkarz
- 1965:
  - Petra Buzková, czeska prawnik, polityk
  - Peter Draisaitl, niemiecki hokeista, trener pochodzenia czeskiego
  - Colin Hendry, szkocki piłkarz, trener
  - Teruyuki Kagawa, japoński aktor
  - Jeffrey Wright, amerykański aktor
- 1966:
  - Gem Archer, brytyjski gitarzysta, członek zespołu Oasis
  - Lucía Etxebarria, hiszpańska pisarka, poetka, eseistka i scenarzystka
  - Danny Hassel, amerykański aktor
  - C. Thomas Howell, amerykański aktor
- 1967:
  - Václav Chalupa, czeski wioślarz
  - David Hirst, angielski piłkarz
  - Thierry Serfaty, francuski lekarz, pisarz
- 1968:
  - Irisberto Herrera, kubańsko-hiszpański szachista
  - Pål Anders Ullevålseter, norweski motocyklista rajdowy
- 1969:
  - Andrij Maksymenko, ukraiński szachista, trener
  - Antoni (Merdani), albański duchowny prawosławny, metropolita Elbasanu
  - Paolo Milanoli, włoski szpadzista
- 1970:
  - Sebastian Bodu, rumuński prawnik, polityk
  - Yaël Braun-Pivet, francuska polityk
  - Ludwik Konopko, polski gitarzysta, kompozytor, aranżer (zm. 2024)
  - Radosław Popłonikowski, polski aktor, lektor
- 1971:
  - Mirosław Cichy, polski dziennikarz, publicysta, lektor, konferansjer
  - Spira Grujić, serbski piłkarz
  - Mauricio Hadad, kolumbijski tenisista
  - Wladimir Hakopian, ormiański szachista
  - Agnieszka Michalska, polska aktorka
  - Alain Nana, burkiński piłkarz
  - Giulio de Vita, włoski autor komiksów
- 1972:
  - Jordi Burillo, hiszpański tenisista
  - Sean Dundee, niemiecki piłkarz pochodzenia południowoafrykańskiego
  - Anna-Karin Hatt, szwedzka polityk
  - Alicja Knast, polska menedżerka kultury
  - Adam Kwiatkowski, polski samorządowiec, polityk, poseł na Sejm RP
  - Hermann Maier, austriacki narciarz alpejski
  - Jason Petkovic, australijski piłkarz, bramkarz pochodzenia chorwackiego
- 1973:
  - Kelly Barnhill, amerykańska pisarka science fiction i fantasy
  - Damien Rice, irlandzki muzyk, kompozytor, członek zespołu Juniper
  - Octavio Valdez, meksykański piłkarz
- 1974:
  - Marcelo Carballo, boliwijski piłkarz
  - Louisa da Conceição, kabowerdeński piłkarz
  - Juraj Jordán Dovala, czeski biskup protestancki, pisarz pochodzenia słowackiego
  - Panajotis Liadelis, grecki koszykarz, trener
  - Andrej Łauryk, białoruski piłkarz
  - Manuel Martínez, hiszpański lekkoatleta, kulomiot
  - Tomasz Musiał, polski malarz
  - Alex Rădulescu, niemiecki tenisista pochodzenia rumuńskiego
  - Robertas Šarknickas, litewski aktor, polityk
  - Gianina Vlad, rumuńska lekkoatletka, tyczkarka
- 1975:
  - John Buchanan, brytyjski judoka
  - Bianca-Miruna Gavriliță, rumuńska lekarka, działaczka samorządowa, polityk
  - Magda Parus, polska pisarka, tłumaczka
  - Yu Zhuocheng, chiński skoczek do wody
  - Denise Zich, niemiecka aktorka, piosenkarka
- 1976:
  - Duncan D. Hunter, amerykański polityk, kongresman
  - Georges Laraque, kanadyjski hokeista
  - Marzena Podolska, polska judoczka
  - Jewgienij Warłamow, rosyjski hokeista
- 1977:
  - Robert Abela, maltański prawnik, polityk, premier Malty
  - Miodrag Anđelković, serbski piłkarz
  - Delron Buckley, południowoafrykański piłkarz
  - Carlos Cazorla, hiszpański koszykarz
  - Dominic Howard, brytyjski perkusista, członek zespołu Muse
  - Andrea López, kolumbijska aktorka
  - James McIlroy, brytyjski gitarzysta, kompozytor, członek zespołów: NFD, Cradle of Filth, Order of Apollyon i Chaosanct
  - Pape Sarr, senegalski piłkarz
  - Fernando Vargas, amerykański bokser pochodzenia meksykańskiego
- 1978:
  - Shiri Appleby, amerykańska aktorka
  - Bajrakitiyabha, tajska księżniczka, prawniczka, działaczka społeczna, dyplomatka
  - Jermaine Boyette, amerykański koszykarz
  - David Canal, hiszpański lekkoatleta, sprinter
  - Déborah Gyurcsek, urugwajska lekkoatletka, tyczkarka
  - Kristofer Hivju, norweski aktor, producent i scenarzysta filmowy
  - Mr. Porter, amerykański raper, didżej, producent muzyczny
- 1979:
  - Maya Bamert, szwajcarska bobsleistka
  - Sara Bareilles, amerykańska wokalistka, kompozytorka, pianistka
  - Jennifer Carpenter, amerykańska aktorka
  - Lambros Chutos, grecki piłkarz
  - Dana Ellis, kanadyjska lekkoatletka, tyczkarka
  - Jimmy Engoulvent, francuski kolarz szosowy
  - Paulette Jordan, amerykańska polityk
  - Marián Kelemen, słowacki piłkarz, bramkarz
  - Thomas Paradiso, amerykański wioślarz
  - Vicente Sánchez, urugwajski piłkarz
  - Ronaldo Souza, brazylijski grappler, zawodnik MMA
  - Maksim Turow, rosyjski szachista
- 1980:
  - Clément Beaud, kameruński piłkarz
  - Kalen Chase, amerykański wokalista, multiinstrumentalista
  - Clemens Fritz, niemiecki piłkarz
  - Boris Sanson, francuski szablista
  - John Terry, angielski piłkarz
- 1981:
  - Nicholas Addlery, jamajski piłkarz
  - Olgica Batić, serbska prawnik, polityk
  - Yūki Matsushita, japoński piłkarz
  - Martin Tomczyk, niemiecki kierowca wyścigowy
- 1982:
  - Louis Amundson, amerykański koszykarz
  - Jack Huston, brytyjski aktor
  - Łukasz Jankowski, polski żużlowiec
  - K.J. Noons, amerykański zawodnik sportów walki
- 1983:
  - Linda Bresonik, niemiecka piłkarka
  - Adrian Kowalówka, polski hokeista
  - Mykoła Ładyhin, ukraiński hokeista
  - Gelegdżamcyn Naranczimeg, mongolska zapaśniczka
  - Al Thornton, amerykański koszykarz
- 1984:
  - Ousmane Barro, senegalski koszykarz
  - Nicklas Danielsson, szwedzki hokeista
  - Robert Kubica, polski kierowca wyścigowy i rajdowy
  - Céline Laporte, francuska lekkoatletka, wieloboistka
  - Milan Michálek, czeski hokeista
  - Marko Vujin, serbski piłkarz ręczny
  - Łukasz Wiśniewski, polski koszykarz
- 1985:
  - Dean Ambrose, amerykański wrestler
  - Alison Cerutti, brazylijski siatkarz plażowy
  - Olha Korobka, ukraińska sztangistka
  - Janine Sandell, brytyjska siatkarka
- 1986:
  - Ledian Memushaj, albański piłkarz
  - Jakov Milatović, czarnogórski polityk, prezydent Czarnogóry
  - Julian Palmieri, francuski piłkarz
  - Daniel Pfister, austriacki saneczkarz
  - Jenifer Widjaja, brazylijska tenisistka
- 1987:
  - Natalja Bratuhhina, estońska siatkarka
  - Polina Bratuhhina-Pitou, estońska siatkarka
  - Aaron Carter, amerykański piosenkarz (zm. 2022)
  - Tommi Huhtala, fiński hokeista
  - Qin Qian, chińska judoczka
- 1988:
  - Nathan Adrian, amerykański pływak
  - Emily Browning, australijska aktorka
  - Benjamin Clementine, brytyjski piosenkarz, muzyk, kompozytor, autor tekstów
  - Andrew Goudelock, amerykański koszykarz
  - Aynur Kərimova, azerska siatkarka
  - Julyan Stone, amerykański koszykarz
- 1989:
  - Caleb Landry Jones, amerykański aktor
  - Nicholas Hoult, brytyjski aktor
  - Philip Larsen, duński hokeista
  - Mark Ryder, północnoirlandzki aktor
  - Kevin Séraphin, francuski koszykarz
- 1990:
  - Cameron Bairstow, australijski koszykarz
  - Ondřej Cink, czeski kolarz górski
  - David Goffin, belgijski tenisista
  - Martina Malević, chorwacka siatkarka
  - Aleksandr Mieńkow, rosyjski lekkoatleta, skoczek wzwyż
  - Ida Nowakowska, polska aktorka, tancerka
  - Yasiel Puig, kubański baseballista
  - Urszula Radwańska, polska tenisistka
- 1991:
  - Camil Domínguez, dominikańska siatkarka
  - Sonia Lafuente, hiszpańska łyżwiarka figurowa
  - Łukasz Wiśniowski, polski kolarz szosowy
  - Chris Wood, nowozelandzki piłkarz
- 1992:
  - Sean Couturier, kanadyjski hokeista
  - Nejc Dežman, słoweński skoczek narciarski
  - Lew Mosin, rosyjski lekkoatleta, sprinter
  - Arlenis Sierra, kubańska kolarka szosowa i torowa
- 1993:
  - D.J. Fenner, amerykański koszykarz
  - Natalie Hinds, amerykańska pływaczka
  - Emilia Mucha, polska siatkarka
  - Jasmine Villegas, amerykańska piosenkarka, aktorka pochodzenia filipińsko-meksykańskiego
  - Rick Zabel, niemiecki kolarz szosowy
- 1994:
  - Dawid Dawydzik, polski piłkarz ręczny
  - Yuzuru Hanyū, japoński łyżwiarz figurowy
  - Janis Mistakidis, grecki piłkarz
- 1995:
  - Werkuha Getachew, etiopska lekkoatletka, biegaczka średnio- i długodystansowa
  - Santiago Mina, hiszpański piłkarz
  - Joaquín Montecinos, chilijski piłkarz
  - Julio Rodríguez, hiszpański piłkarz
  - Patrick Roest, holenderski łyżwiarz szybki
  - Takahiro Tsuruda, japoński zapaśnik
- 1996:
  - Blandine Ngiri, kameruńska zapaśniczka
  - Gabrielle Thomas, amerykańska lekkoatletka, sprinterka
- 1997:
  - Takahiro Shikine, japoński florecista
  - Jelizawieta Szabanowa, rosyjska koszykarka
- 1998:
  - Manon Petit, francuska snowboardzistka
  - Tony Yike Yang, kanadyjski pianista pochodzenia chińskiego
- 1999:
  - Anders Håre, norweski skoczek narciarski
  - Miriani Maisuradze, gruziński zapaśnik
  - Barbara Zieniewska, polska koszykarka
- 2000:
  - Kristián Medoň, słowacki futsalista
  - Abdelmalek Merabet, algierski zapaśnik
  - Adam Thomson, kanadyjski zapaśnik
- 2001:
  - Alfonso Barco, peruwiański piłkarz
  - Léa Fontaine, francuska judoczka
  - Giulio Zeppieri, włoski tenisista
- 2002 – Torri Huske, amerykańska pływaczka
- 2003 – Katarzyna Amalia, holenderska księżniczka, następczyni tronu
- 2005 – Piotr Woźniak, polski pływak

## Zmarli
- 43 p.n.e. – Cyceron, rzymski polityk, mówca, filozof (ur. 106 p.n.e.)
- 283 – Eutychian, papież, święty (ur. ?)
- 983 – Otton II, król Niemiec, cesarz rzymski (ur. 955)
- 1254 – Innocenty IV, papież (ur. ok. 1180–90)
- 1279 – Bolesław V Wstydliwy, książę sandomierski i krakowski (ur. 1226)
- 1295 – Gilbert de Clare, angielski możnowładca (ur. 1243)
- 1306 – Teodorico Ranieri, włoski duchowny katolicki, arcybiskup Pizy, kardynał (ur. ?)
- 1311 – Leonardo Patrasso, włoski duchowny katolicki, arcybiskup Kapui, kardynał (ur. ok. 1240)
- 1430 – Gerd von der Becke, niemiecki polityk, burmistrz Gdańska (ur. ?)
- 1446 – Bogusław IX, książę stargardzki i słupski (ur. najp. 1405)
- 1549 – Robert Kett, angielski garbarz, przywódca  powstania chłopskiego (ur. 1492)
- 1554 – Francisco Hernández Girón, hiszpański konkwistador (ur. ?)
- 1555 – Stanisław Kostka, polski szlachcic, polityk (ur. 1487)
- 1560 – Ernest Wittelsbach, książę bawarski, duchowny katolicki, biskup Pasawy, arcybiskup Salzburga, hrabia kłodzki (ur. 1500)
- 1562 – Adrian Willaert, flamandzki kompozytor (ur. ok. 1490)
- 1591 – Pedro Moya de Contreras, hiszpański duchowny katolicki, arcybiskup meksykański, patriarcha Indii Zachodnich, inkwizytor, wicekról Nowej Hiszpanii i przewodniczący Królewskiej Rady Indii (ur. ok. 1530)
- 1618 – Bernardo de Rojas y Sandoval, hiszpański duchowny katolicki, biskup Ciudad Rodrigo, biskup Pampeluny, biskup Jaén, arcybiskup Toledo, wielki inkwizytor Hiszpanii, kardynał (ur. 1546)
- 1622 – Zofia Hohenzollern, księżniczka brandenburska, księżna elektorowa Saksonii (ur. 1568)
- 1626 – (lub 22 kwietnia) Sebastian Petrycy, polski filozof, lekarz, pisarz, tłumacz (ur. 1554)
- 1649 – Karol Garnier, francuski jezuita, misjonarz, męczennik, święty (ur. 1606)
- 1655 – Krzysztof Opaliński, polski pisarz, polityk (ur. 1609)
- 1674 – Karol Emil Hohenzollern, kurprinz Brandenburgii (ur. 1655)
- 1675 – Maria Teresa Sobieska, królewna polska (ur. 1673)
- 1679 – Peder Winstrup, szwedzki duchowny luterański, biskup Lund (ur. 1605)
- 1683 – Algernon Sydney, angielski arystokrata, polityk (ur. 1623)
- 1709 – Meindert Hobbema, holenderski malarz (ur. 1638)
- 1723 – Jan Blažej Santini-Aichel, czeski architekt pochodzenia włoskiego (ur. 1677)
- 1724 – Jan Gotfryd Rösner, niemiecki kupiec, burmistrz Torunia (ur. 1658)[5]
- 1734 – James Figg, brytyjski bokser (ur. 1695)
- 1735 – Aleksander Mikołaj Horain, polski duchowny katolicki, biskup pomocniczy wileński, biskup smoleński i żmudzki (ur. 1651)
- 1755 – Leon Raczyński, polski magnat, wojskowy, kolekcjoner, bibliofil (ur. 1698)
- 1772 – Martín Sarmiento, hiszpański benedyktyn, erudyta, pisarz (ur. 1695)
- 1775 – Fabrizio Serbelloni, włoski duchowny katolicki, biskup Albano i Ostii, kardynał (ur. 1695)
- 1782 – Hajdar Ali, muzułmański dowódca wojskowy, faktyczny władca Majsuru (ur. ok. 1720)
- 1784 – Hryhorij Połetyka, ruski działacz społeczny, pisarz, historyk, tłumacz (ur. 1725)
- 1793 – Joseph Bara, francuski ochotnik, rewolucjonista (ur. 1779)
- 1797 – Jean-Baptiste Annibal Aubert du Bayet, francuski generał, polityk, dyplomata (ur. 1757)
- 1800 – Wilhelm von Knyphausen, heski generał (ur. 1716)
- 1802 – Carlo Giuseppe Filippa della Martiniana, włoski kardynał (ur. 1724)
- 1805 – Fryderyk Oldenburg, książę duński i norweski (ur. 1753)
- 1815 – Michel Ney, francuski wojskowy, polityk, marszałek Francji (ur. 1769)
- 1817 – William Bligh, brytyjski kapitan, odkrywca, administrator kolonialny (ur. 1754)
- 1826:
  - John Flaxman, brytyjski rzeźbiarz, rysownik (ur. 1755)
  - Reginald Kneifel, austriacki mineralog, zoolog, wykładowca akademicki, pisarz (ur. 1761)
- 1827 – Maciej Bayer, polski major (ur. 1776)
- 1834 – Edward Irving, szkocki wizjoner, mistyk (ur. 1792)
- 1836 – Luiza, księżniczka pruska (ur. 1770)
- 1844 – Vojtěch Nejedlý, czeski duchowny katolicki, poeta, prozaik (ur. 1773)
- 1847 – Robert Liston, szkocki chirurg (ur. 1794)
- 1863 – Onufry Pietraszkiewicz, polski poeta (ur. 1793)
- 1868 – Konstancja Ossolińska, polska szlachcianka (ur. 1783)
- 1870:
  - Ján Palárik, słowacki duchowny katolicki, dramaturg, publicysta (ur. 1822)
  - Mychajło Werbycki, ukraiński duchowny greckokatolicki, działacz społeczny, kompozytor (ur. 1815)
- 1874:
  - Parys Filippi, polski rzeźbiarz pochodzenia włoskiego (ur. 1836)
  - Konstantin von Tischendorf, niemiecki biblista protestancki (ur. 1815)
- 1877 – Antym VI, grecki biskup prawosławny, patriarcha Konstantynopola (ur. 1782)
- 1879:
  - Stanisław Mackiewicz, polski polityk (ur. 1796)
  - Jón Sigurðsson, islandzki naukowiec, działacz niepodległościowy (ur. 1811)
- 1880 – Maria Józefa Rossello, włoska zakonnica, święta (ur. 1811)
- 1881 – Julius Bahnsen, niemiecki filozof (ur. 1830)
- 1887 – Margaret Veley, brytyjska poetka (ur. 1843)
- 1889 – Władysław Laski, polski bankier, działacz społeczny pochodzenia żydowskiego (ur. 1831)
- 1891 – Krišjānis Valdemārs, łotewski pisarz, publicysta, wydawca, polityk (ur. 1825)
- 1893 – Romuald Holenia, austriacki przemysłowiec (ur. 1817)
- 1894 – Ferdinand de Lesseps, francuski dyplomata, przedsiębiorca (ur. 1805)
- 1895 – Ignazio Persico, włoski kapucyn, misjonarz, biskup, wysoki urzędnik Kurii Rzymskiej, kardynał (ur. 1832)
- 1896:
  - John R. Fellows, amerykański prawnik, polityk (ur. 1832)
  - Antonio Maceo Grajales, kubański generał porucznik, rewolucjonista, polityk pochodzenia wenezuelskiego (ur. 1845)
  - Maria Wodzińska, polska malarka (ur. 1819)
- 1899 – Antoni Kątski, polski kompozytor, pianista (ur. 1817)
- 1900 – Dionizy (Petrović), serbski biskup prawosławny (ur. 1858)
- 1902 – Thomas Brackett Reed, amerykański prawnik, polityk (ur. 1839)
- 1906 – Élie Ducommun, szwajcarski polityk, publicysta, laureat Pokojowej Nagrody Nobla (ur. 1833)
- 1909 – Marjory Wardrop, brytyjska tłumaczka (ur. 1869)
- 1910 – Ludwig Knaus, niemiecki malarz (ur. 1829)
- 1911 – Ludwik Ćwiklicer, polski lekarz, działacz społeczny i samorządowy, burmistrz Dobromila (ur. 1849)
- 1912:
  - Władysław Brandt, polski pułkownik, uczestnik powstania styczniowego (ur. 1838)
  - George Darwin, brytyjski matematyk, astronom, wykładowca akademicki (ur. 1845)
  - Antoni Kryszka, polski farmakolog, wykładowca akademicki (ur. 1818)
  - Wincenty Teofil Popiel, polski duchowny katolicki, arcybiskup metropolita warszawski (ur. 1825)
  - Tadeusz Żukotyński, polsko-amerykański malarz (ur. 1855)
- 1913:
  - Heinrich Ernst Göring, niemiecki prawnik, polityk (ur. 1838)
  - Luigi Oreglia di Santo Stefano, włoski kardynał, kamerling (ur. 1828)
- 1915 – Bolesław Wicherkiewicz, polski okulista, wykładowca akademicki (ur. 1847)
- 1916:
  - Léon Benett, francuski malarz, ilustrator (ur. 1839)
  - Henryk Huss, polski inżynier kolejnictwa (ur. 1838)
- 1917:
  - Szymon Grycendler, polski chazan (ur. 1838)
  - Ludwig Minkus, austriacki kompozytor (ur. 1826)
  - Pasquale Villari, włoski historyk, polityk (ur. 1827)
- 1920 – José Sebastião Neto, portugalski duchowny katolicki, patriarcha Lizbony, kardynał (ur. 1841)
- 1921 – Julija Beniuševičiūtė-Žymantienė, litewska pisarka, działaczka społeczna (ur. 1845)
- 1923 – Frederick Treves, brytyjski arystokrata, chirurg (ur. 1853)
- 1924 – Mikołaj Tołwiński, polski architekt, wykładowca w (ur. 1857)
- 1926 – Jan Rakowicz, polski architekt, urbanista, wykładowca akademicki (ur. 1851)
- 1927 – Augusta Kochanowska, polska malarka, etnografka (ur. 1868)
- 1928:
  - Giuseppe Francica-Nava di Bontifé, włoski duchowny katolicki, arcybiskup Katanii, nuncjusz apostolski, kardynał (ur. 1846)
  - Władysław Krynicki, polski duchowny katolicki, biskup włocławski (ur. 1861)
- 1930 – Noe Ramiszwili, gruziński polityk, premier Demokratycznej Republiki Gruzji (ur. 1881)
- 1932:
  - Franciszek Front-Dobija, polsko-amerykański lekarz, filantrop (ur. 1867)
  - Amedeo Ruggeri, włoski kierowca wyścigowy (ur. 1889)
- 1934:
  - William W. Brandon, amerykański polityk (ur. 1868)
  - Oswald Frank, polski generał brygady (ur. 1882)
- 1935:
  - Wiera Baranowska, rosyjska aktorka (ur. 1885)
  - Józef Raciborski, polski konserwator zabytków, archiwista (ur. 1879)
- 1936:
  - Jean Mermoz, francuski pilot (ur. 1901)
  - Wasyl Stefanyk, ukraiński poeta, polityk (ur. 1871)
- 1937:
  - Antun Bauer, chorwacki duchowny katolicki, arcybiskup zagrzebski, teolog, filozof, polityk (ur. 1856)
  - Kazimierz Biernat, polski major piechoty (ur. 1894)
  - Richard Budworth, angielski rugbysta, duchowny anglikański, nauczyciel (ur. 1867)
  - Ludwik Lipski, polski działacz komunistyczny (ur. 1900)
- 1938 – Stanisława Korwin-Szymanowska, polska śpiewaczka operowa (sopran liryczno-koloraturowy) (ur. 1884)
- 1939:
  - Konstanty Biergiel, polski i rosyjski wiceadmirał (ur. 1855)
  - Aleksander Margolis, polski lekarz, działacz społeczny pochodzenia żydowskiego (ur. 1887)
  - Jan Skrzypiński, polski inżynier, konstruktor broni strzeleckiej (ur. 1891)
- 1940 – Arthur Ahnger, fiński żeglarz sportowy (ur. 1886)
- 1941:
  - Czesław Borys Jankowski, polski malarz, ilustrator (ur. 1861)
  - Isaac C. Kidd, amerykański kontradmirał (ur. 1884)
  - Frīdrihs Vesmanis, łotewski polityk, dyplomata (ur. 1875)
- 1942 – Zygfryda Gilska, polska tancerka baletowa (ur. 1862)
- 1943:
  - Ruth Belville, brytyjska bizneswoman (ur. 1854)
  - Stanisław Chudoba, polski działacz socjalistyczny (ur. 1913)
  - Nils Per Imerslund, norweski żołnierz, awanturnik, publicysta, pisarz, działacz nazistowski (ur. 1912)
  - Wacłau Iwanouski, białoruski polityk, działacz narodowy, kulturalny i oświatowy, publicysta, wydawca, wykładowca akademicki (ur. 1880)
  - Georges Tainturier, francuski szpadzista (ur. 1890)
- 1944 – Gerhard Palitzsch, niemiecki funkcjonariusz i zbrodniarz nazistowski (ur. 1913)
- 1945 – Pierre-Joseph Destrebecq, belgijski piłkarz (ur. 1881)
- 1946:
  - Andrij Brodij, czechosłowacki polityk pochodzenia rusińskiego (ur. 1895)
  - Laurette Taylor, amerykańska aktorka (ur. 1884)
- 1947:
  - Tristan Bernard, francuski prawnik, pisarz pochodzenia żydowskiego (ur. 1866)
  - Nicholas Murray Butler, amerykański filozof, publicysta, dyplomata, laureat Pokojowej Nagrody Nobla (ur. 1862)
  - Reginald Stubbs, brytyjski polityk kolonialny (ur. 1876)
- 1948 – Roman Sawaryn, polski lekkoatleta, długodystansowiec (ur. 1905)
- 1949:
  - Rex Beach, amerykański piłkarz wodny, pisarz (ur. 1877)
  - Józef Kożdoń, śląski polityk (ur. 1873)
  - Franciszek Urbański, polski związkowiec, polityk, poseł na Sejm RP (ur. 1891)
- 1950 – Wojciech Weiss, polski malarz (ur. 1875)
- 1951 – Hans Heinrich Müller, niemiecki architekt (ur. 1879)
- 1952:
  - Józef Dzięgielewski, polski działacz socjalistyczny (ur. 1895)
  - Stefan Harassek, polski historyk filozofii, wykładowca akademicki (ur. 1890)
- 1955 – Manfred Bukofzer, niemiecko-amerykański muzykolog, humanista, wykładowca akademicki pochodzenia żydowskiego (ur. 1910)
- 1956:
  - Huntley Gordon, kanadyjski aktor (ur. 1887)
  - Arthur Lange, amerykański kompozytor, autor tekstów piosenek, aranżer (ur. 1889)
- 1957 – Ludwik Skubiszewski, polski patolog (ur. 1886)
- 1959:
  - Erling Bjørnson, norweski polityk, kolaborant (ur. 1868)
  - Bernard Goldstein, polski polityk pochodzenia żydowskiego (ur. 1889)
  - Artur Górski, polski pisarz, krytyk literacki (ur. 1870)
  - Nikołaj Stogow, rosyjski generał porucznik, publicysta, emigracyjny działacz kombatancki (ur. 1873)
- 1960:
  - Clara Haskil, rumuńska pianistka pochodzenia żydowskiego (ur. 1895)
  - Walter Noddack, niemiecki chemik (ur. 1893)
- 1961:
  - Marian Szumlakowski, polski dyplomata, działacz sportowy (ur. 1893)
  - Con Walsh, kanadyjski lekkoatleta, młociarz (ur. 1885)
- 1962 – Kirsten Flagstad, norweska śpiewaczka operowa (sopran) (ur. 1895)
- 1963:
  - Costantino Bresciani Turroni, włoski ekonomista, statystyk, polityk (ur. 1882)
  - Zbigniew Makarczyk, polski działacz katolicki, polityk, poseł na Sejm PRL (ur. 1904)
- 1964:
  - Nikołaj Aniczkow, rosyjski fizjopatolog (ur. 1885)
  - Anne Vabarna, estońska pieśniarka ludowa (ur. 1877)
- 1965 – Giorgio Zampori, włoski gimnastyk (ur. 1887)
- 1967 – Giedymin Pilecki, polski duchowny katolicki, kapelan AK (ur. 1903)
- 1968:
  - Józef Celmajster, polski porucznik, psychiatra pochodzenia żydowskiego (ur. 1901)
  - Aleksander Stafiński, polski nauczyciel, działacz społeczny, archeolog amator, regionalista (ur. 1899)
- 1969:
  - Élisabeth d’Ayen, francuska tenisistka (ur. 1898)
  - Adomas Galdikas, litewski malarz, grafik, scenograf (ur. 1893)
  - Maria Kasterska, polska pisarka, doktor literatury francuskiej (ur. 1894)
  - Wacław Scaevola-Wieczorkiewicz, polski generał brygady (ur. 1890)
  - Ladislav Šimůnek, czeski piłkarz (ur. 1916)
- 1970:
  - Konstanty Brandel, polski malarz, grafik (ur. 1880)
  - Rube Goldberg, amerykański rysownik, rzeźbiarz, pisarz, inżynier, wynalazca pochodzenia żydowskiego (ur. 1883)
  - Maksymilian Tkocz, polski dziennikarz, polityk, prezydent Opola (ur. 1905)
  - Hans-Jürgen Wallbrecht, niemiecki wioślarz (ur. 1943)
- 1971:
  - Alfred Gottwald, niemiecki malarz (ur. 1893)
  - Fernando Quiroga y Palacios, hiszpański duchowny katolicki, arcybiskup Santiago de Compostela, kardynał (ur. 1900)
- 1972 – José María Hernández Garnica, hiszpański duchowny katolicki, Sługa Boży (ur. 1913)
- 1974:
  - Hendrik Pluijgers, holenderski żeglarz sportowy (ur. 1886)
  - Paul Wartelle, francuski gimnastyk (ur. 1892)
- 1975:
  - Julian Bonder, polski fizyk, aerodynamik (ur. 1900)
  - Jan Kluj, polski kolarz szosowy (ur. 1910)
  - Beatrix Loughran, amerykańska łyżwiarka figurowa (ur. 1900)
  - Thornton Wilder, amerykański prozaik, dramaturg (ur. 1897)
- 1976 – Ignatij Prostiakow, radziecki generał major i polski generał brygady (ur. 1896)
- 1977 – Adalbert Püllöck, rumuński piłkarz, bramkarz pochodzenia niemieckiego (ur. 1907)
- 1978:
  - Alfonsas Randakevičius, litewski polityk komunistyczny (ur. 1919)
  - Jakub Stalica, polski działacz komunistyczny (ur. 1931)
  - Wanda Wereszczyńska, polska malarka, pedagog (ur. 1910)
  - Alexander Wetmore, amerykański ornitolog, paleontolog (ur. 1886)
- 1979:
  - Nicolas Born, niemiecki poeta, prozaik (ur. 1937)
  - Cecilia Payne-Gaposchkin, anglo-amerykańska astronom (ur. 1900)
  - Szahrijar Szafik, irański książę (ur. 1945)
- 1980:
  - Bogdan Brzeziński, polski pisarz, satyryk (ur. 1911)
  - Gerard Bucknall, brytyjski generał porucznik (ur. 1894)
  - Darby Crash, amerykański wokalista, członek zespołu The Germs (ur. 1958)
- 1981:
  - Jerzy Domiński, polski polityk, poseł na Sejm PRL (ur. 1912)
  - Zbigniew Mikoś, polski żołnierz AK, działacz opozycji antykomunistycznej (ur. 1922)
- 1982:
  - Charles Brooks, amerykański morderca (ur. 1942)
  - Harry Jerome, kanadyjski lekkoatleta, sprinter (ur. 1940)
  - George Kistiakowsky, amerykański fizykochemik, wykładowca akademicki pochodzenia ukraińskiego (ur. 1900)
  - Will Lee, amerykański aktor (ur. 1908)
  - Edvard Westerlund, fiński zapaśnik (ur. 1901)
- 1983 – Stanisław Gerstmann, polski psycholog, filolog, wykładowca akademicki (ur. 1911)
- 1984:
  - Charles Ray Hatcher, amerykański seryjny morderca (ur. 1929)
  - Bernard Ormanowski, polski wioślarz (ur. 1907)
- 1985:
  - Salich Batyjew, radziecki polityk (ur. 1911)
  - Robert Graves, brytyjski prozaik, poeta, mitograf pochodzenia irlandzko-niemieckiego (ur. 1895)
  - Stanisław Michalkiewicz, polski historyk, wykładowca akademicki (ur. 1925)
  - Szelomo Rosen, izraelski działacz społeczny, polityk (ur. 1905)
- 1986:
  - Kazimierz Janiak, polski polityk, poseł na Sejm PRL (ur. 1924)
  - Julian Kowalski, polski major pilot (ur. 1910)
  - Aleksandr Saryczew, radziecki szachista (ur. 1909)
  - Awraham Szechterman, izraelski polityk (ur. 1910)
- 1987:
  - Jakup Keraj, albański malarz (ur. 1933)
  - Marian Turwid, polski pisarz, malarz, pedagog (ur. 1905)
  - Irena Tuwim, polska poetka, tłumaczka pochodzenia żydowskiego (ur. 1899 lub 98)
- 1988:
  - Jadwiga Olędzka, polska tłumaczka (ur. 1915)
  - Ludwik Pak, polski aktor (ur. 1930)
- 1990:
  - Reinaldo Arenas, kubański pisarz, dysydent (ur. 1943)
  - Joan Bennett, amerykańska aktorka (ur. 1910)
  - Horst Bienek, niemiecki pisarz, tłumacz, reżyser filmowy (ur. 1930)
  - Vilmos Énekes, węgierski bokser (ur. 1915)
  - Peter Mieg, szwajcarski malarz, kompozytor, dziennikarz (ur. 1906)
  - Lew Jerzy Sapieha, polski dziennikarz, tłumacz (ur. 1913)
  - Wacław Ulewicz, polski aktor (ur. 1937)
- 1991 – Gordon Pirie, brytyjski lekkoatleta, długodystansowiec (ur. 1931)
- 1992:
  - Zoltán Adamik, węgierski lekkoatleta, sprinter (ur. 1928)
  - Alojzy Ehrlich, polski tenisista stołowy pochodzenia żydowskiego (ur. 1914)
  - Ludwik Klimek, polski malarz, ilustrator (ur. 1912)
  - Fedir Kuruc, ukraiński piłkarz, trener i sędzia piłkarski pochodzenia węgierskiego (ur. 1910)
  - Zenon Pokrywczyński, polski malarz (ur. 1905)
  - Jerzy Szeski, polski scenograf i kostiumograf filmowy i teatralny (ur. 1920)
  - Tadeusz Szwagrzyk, polski duchowny katolicki, biskup pomocniczy częstochowski (ur. 1923)
  - Adam Śmietański, polski artysta fotograf (ur. 1919)
- 1993:
  - Félix Houphouët-Boigny, iworyjski polityk, prezydent Wybrzeża Kości Słoniowej (ur. 1905)
  - Błaże Koneski, macedoński poeta, prozaik, eseista, historyk literatury, filolog, lingwista, tłumacz, wykładowca akademicki (ur. 1921)
  - Andrzej May, polski aktor, reżyser teatralny (ur. 1934)
  - Wolfgang Paul, niemiecki fizyk, wykładowca akademicki, laureat Nagrody Nobla (ur. 1913)
- 1994 – Elga Andersen, niemiecka aktorka (ur. 1935)
- 1995:
  - Leopold Lewin, polski poeta, tłumacz, dziennikarz (ur. 1910)
  - Aleksy Nowak, polski zootechnik, polityk, poseł na Sejm PRL (ur. 1921)
  - Masashi Watanabe, japoński piłkarz (ur. 1935)
- 1996 – Ryszard Szymczak, polski piłkarz (ur. 1944)
- 1997 – Billy Bremner, szkocki piłkarz, trener (ur. 1942)
- 1998:
  - Zdzisław Broncel, polski pisarz, publicysta (ur. 1909)
  - Martin Rodbell, amerykański biochemik, laureat Nagrody Nobla ur. 1925)
  - Andrzej Waksmundzki, polski chemik, wykładowca akademicki (ur. 1910)
- 1999 – Darling Légitimus, francuska aktorka (ur. 1907)
- 2000:
  - Vlado Gotovac, chorwacki poeta, eseista, polityk (ur. 1930)
  - Leszek Podhorodecki, polski historyk (ur. 1934)
  - Kazimierz Zamorski, polski dziennikarz (ur. 1914)
- 2001:
  - Anatolij Ananjew, rosyjski piłkarz (ur. 1925)
  - Wołodymyr Walionta, ukraiński piłkarz (ur. 1939)
- 2002:
  - Per Arne Aglert, szwedzki pastor, działacz społeczny, polityk (ur. 1920)
  - John Richard Dellenback, amerykański polityk (ur. 1918)
- 2003:
  - Julian Jan Auleytner, polski fizyk, wykładowca akademicki (ur. 1922)
  - Jan Pierzchała, polski prozaik, poeta (ur. 1921)
  - Daniel Morcombe, australijska ofiara morderstwa (ur. 1989)
  - Michael Tabrett, australijski rugbysta (ur. 1981)
- 2004 – María Rosa Gallo, argentyńska aktorka (ur. 1925)
- 2005:
  - Carroll Campbell, amerykański polityk (ur. 1940)
  - Bud Carson, amerykański futbolista, trener (ur. 1930)
- 2006:
  - Luben Berow, bułgarski polityk, premier Bułgarii (ur. 1925)
  - Kevin Berry, australijski pływak (ur. 1945)
  - Anton Bolinder, szwedzki lekkoatleta, skoczek wzwyż (ur. 1915)
- 2007:
  - Jerzy Gawrysiak, polski ekonomista, polityk, minister handlu wewnętrznego i usług (ur. 1928)
  - Jerzy Płoszajski, polski inżynier, konstruktor lotniczy (ur. 1910)
- 2010:
  - Gabriel Rechowicz, polski malarz, grafik, ilustrator książek (ur. 1920)
  - Wolha Samusik, białoruska piosenkarka (ur. 1985)
  - Federico Vairo, argentyński piłkarz (ur. 1930)
- 2011 – Harry Morgan, amerykański aktor (ur. 1915)
- 2012:
  - Gilbert Durand, francuski filozof (ur. 1921)
  - Denis Houf, belgijski piłkarz (ur. 1932)
  - Arthur Larsen, amerykański tenisista (ur. 1925)
- 2013:
  - Ryszard Damrosz, polski muzyk, kompozytor, aranżer, dyrygent (ur. 1921)
  - Nadieżda Iljina, rosyjska lekkoatletka, sprinterka (ur. 1949)
  - Eero Kolehmainen, fiński biegacz narciarski (ur. 1918)
  - Józef Kowalski, polski kapitan, superstulatek (ur. 1900)
  - Jacob Matlala, południowoafrykański bokser (ur. 1962)
  - Édouard Molinaro, francuski reżyser i scenarzysta filmowy (ur. 1928)
- 2014:
  - Grahanandan Singh, indyjski hokeista na trawie (ur. 1926)
  - Jerzy Wilim, polski piłkarz (ur. 1941)
- 2015:
  - Gerhard Lenski, amerykański socjolog (ur. 1924)
  - Rrok Mirdita, albański duchowny katolicki, arcybiskup metropolita Durrës-Tirany, prymas Albanii (ur. 1939)
  - Shirley Stelfox, brytyjska aktorka (ur. 1941)
  - Peter Westbury, brytyjski kierowca wyścigowy (ur. 1938)
- 2016:
  - Paul Elvstrøm, duński żeglarz sportowy, budowniczy i konstruktor łodzi (ur. 1928)
  - Greg Lake, brytyjski gitarzysta, wokalista, kompozytor, producent muzyczny, członek zespołów: King Crimson i Emerson, Lake and Palmer (ur. 1947)
  - Joseph Mascolo, amerykański aktor (ur. 1929)
  - Gabriel Jan Mincewicz, litewski muzykolog, polityk, działacz polonijny (ur. 1938)
- 2017:
  - Jerzy Adamek, polski zapaśnik, trener (ur. 1946)
  - Philippe Maystadt, belgijski prawnik, polityk, prezes Europejskiego Banku Inwestycyjnego (ur. 1948)
  - Roland Taylor, amerykański koszykarz (ur. 1946)
  - Matthias Yu Chengxin, chiński duchowny katolicki, biskup koadiutor Hanzhong (ur. 1927)
- 2018:
  - Belisario Betancur, kolumbijski prawnik, pisarz, dziennikarz, polityk, prezydent Kolumbii (ur. 1923)
  - Lupka Dżundewa, macedońska aktorka (ur. 1934)
  - Szemu’el Flatto-Szaron, izraelski przedsiębiorca, polityk (ur. 1930)
  - Luigi Radice, włoski piłkarz, trener (ur. 1935)
- 2019:
  - Reinhard Bonnke, niemiecki duchowny zielonoświątkowy, misjonarz protestancki, ewangelista (ur. 1940)
  - Herbert Joos, niemiecki trębacz jazzowy, flecista, grafik (ur. 1940)
  - Zaza Uruszadze, gruziński reżyser i scenarzysta filmowy (ur. 1965)
- 2020:
  - Dick Allen, amerykański baseballista (ur. 1942)
  - Katarzyna Łaniewska, polska aktorka (ur. 1933)
  - Janusz Sanocki, polski dziennikarz, samorządowiec, polityk, burmistrz Nysy, poseł na Sejm RP (ur. 1954)
  - Chuck Yeager, amerykański generał pilot, as myśliwski (ur. 1923)
- 2021:
  - Mustafa ibn Halim, libijski przedsiębiorca, polityk, premier Libii (ur. 1921)
  - Philippe Stevens, belgijski duchowny katolicki, arcybiskup Maroua-Mokolo (ur. 1937)
- 2022:
  - Ákos Kertész, węgierski prozaik, dramaturg, scenarzysta (ur. 1932)
  - Jan Nowicki, polski aktor, prozaik, poeta (ur. 1939)
  - Hans-Georg Unger, niemiecki inżynier elektrotechnik, wykładowca akademicki (ur. 1926)
- 2023:
  - Teresa Lubkiewicz-Urbanowicz, polska pisarka (ur. 1930)
  - Emiko Miyamoto, japońska siatkarka (ur. 1937)
  - Elżbieta Sommer, polska dziennikarka telewizyjna, prezenterka pogody (ur. 1936)
  - Benjamin Zephaniah, brytyjski pisarz, poeta, anarchista, działacz społeczny, muzyk reggae (ur. 1958)
- 2024:
  - Jewgienij Alejnikow, rosyjski strzelec sportowy (ur. 1967)
  - Stanisław Gucma, polski inżynier, profesor nauk technicznych, kapitan żeglugi wielkiej (ur. 1945)
  - Josyp Witebski, ukraiński szpadzista (ur. 1938)